# Crossandra puberula
Espèce
Crossandra puberula est une espèce de plantes à fleurs de la famille des Acanthacées originaire d'Afrique centrale.

## Synonymes
- Crossandra jashi Lindau
- Crossandra pubescens Klotzsch

## Description
Plante pérenne haute de 40 cm.

## Répartition
Tanzanie, Malawi, Mozambique, Zimbabwe, au-delà de 1200 m d'altitude